# Grand Prix 5; LKAB Sprint 2024
De Marathonschaatsen 2023/2024 Grand Prix 5; LKAB Sprint 2024 was de vierentwintigste wedstrijd van het Marathonseizoen en de vijfde wedstrijd van de Grand Prix die op zaterdag 24 februari 2024 plaatsvond op de Botnische Golf in Zweden. De vijfde wedstrijd om de natuurijs Grand Prix, is een wedstrijd over 50 km bij de mannen en 40 km bij de vrouwen. Het is een heuze sprintwedstrijd.  
De natuurijs 'Grand Prix' bestaat uit een reeks van zes wedstrijden waarbij buitenlands natuurijs centraal staat. De eerste drie wedstrijden worden gereden op de Weissensee (Oostenrijk). De laatste drie wedstrijden worden gereden op de Botnische Golf bij Luleå (Zweden). De afstanden variëren tussen de 30 en 200 kilometer. Zowel de mannen als vrouwen rijden de Grand Prix wedstrijden en na zes wedstrijden wordt een eindklassement opgemaakt.
Met stormachtige omstandigheden won Evert Hoolwerf de wedstrijd. Hoolwerf was heel sterk in de sprint van een kopgroep van zeven. Daan Gelling en Kevin Hoekstra eindigde als tweede en derde. Er waren kleine groepjes die kilometers lang elkaar achtervolgden. Nadat in de finale twee groepen na een lange achtervolging weer samensmolten ontstond de definitieve kopgroep waarin Hoolwerf uiteindelijk het snelste was. Bij de vrouwen won Esther Kiel de sprint. Het peloton dunde snel uit en brak hierdoor in verschillende groepen uiteen. Uit de voorste groep ontsnapte in de slotfase klassementsleidster Tessa Snoek en Esther Kiel. Het tweetal bleef de achtervolgers voor en ging sprinten om de winst waarbij Kiel zich de snelste toonde. Snoek verstevigde met haar tweede plaats de leiding in het klassement. Merel Bosma won op een halve minuut de sprint om de derde plaats.

## Tijdschema
| Datum                     | Tijd (CET) | Onderdeel |
| ------------------------- | ---------- | --------- |
| Zaterdag 24 februari 2024 | 09:00      | Mannen    |
| Zaterdag 24 februari 2024 | 10:30      | Vrouwen   |

## Podia
| Klasse              | Eerste         | Tweede       | Derde          |
| ------------------- | -------------- | ------------ | -------------- |
| Top-divisie mannen  | Evert Hoolwerf | Daan Gelling | Kevin Hoekstra |
| Top-divisie vrouwen | Esther Kiel    | Tessa snoek  | Merel Bosma    |

## Uitslag Top-divisie mannen[2]
| #      | Rijder               | Nationaliteit | Ploeg                           | Punten |
| ------ | -------------------- | ------------- | ------------------------------- | ------ |
| Goud   | Evert Hoolwerf       | Nederland     | Team Reggeborgh                 | 25,1   |
| Zilver | Daan Gelling         | Nederland     | Royal A-ware                    | 21     |
| Brons  | Kevin Hoekstra       | Nederland     | Bouwselect / De Haan Westerhoff | 18     |
| 4      | Remco Stam           | Nederland     | Jumbo-Visma                     | 17     |
| 5      | Stefan Wolffenbuttel | Nederland     | OKAY/Interfarms                 | 16     |
| 6      | Casper de Gier       | Nederland     | Team Reggeborgh                 | 15     |
| 7      | Christian Haasjes    | Nederland     | Sprog                           | 14     |
| 8      | Ronald Haasjs        | Nederland     | Team Reggeborgh                 | 13     |
| 9      | Jorrit Bergsma       | Nederland     | Jumbo-Visma                     | 12     |
| 10     | Joram Verkerk        | Nederland     | VGR Sport / Mechan Groep        | 11     |
| 11     | Kevin van der Horst  | Nederland     | OKAY/Interfarms                 | 10     |
| 12     | Ronald Kruijer       | Nederland     | Bouwselect / De Haan Westerhoff | 9      |
| 13     | Timo Verkaaik        | Nederland     | Sportchaletviehhofen.at         | 8      |
| 14     | Crispijn Ariëns      | Nederland     | Team Reggeborgh                 | 7      |
| 15     | Luc ter Haar         | Nederland     | Bouwselect / De Haan Westerhoff | 6      |
| 16     | Jeroen Janissen      | Nederland     | OKAY/Interfarms                 | 5      |
| 17     | Harm Visser          | Nederland     | Jumbo-Visma                     | 4      |
| 18     | Jordy Harink         | Nederland     | Royal A-ware                    | 3      |
| 19     | Gary Hekman          | Nederland     | Royal A-ware                    | 2      |
| 20     | Axel Koopman         | Nederland     | Team Reggeborgh                 | 1      |

51 kilometer
1:21:38uur (gem. 326,5sec) 37,5km/h

## Uitslag Top-divisie vrouwen[3]
| #      | Rijder                    | Nationaliteit | Ploeg                                        | Punten |
| ------ | ------------------------- | ------------- | -------------------------------------------- | ------ |
| Goud   | Esther Kiel               | Nederland     | BDM-BTZ                                      | 25,1   |
| Zilver | Tessa Snoek               | Nederland     | VGR Sport / Vreugdenhil Dairy Foods          | 21     |
| Brons  | Merel Bosma               | Nederland     | BDM-BTZ                                      | 18     |
| 4      | Femke Mossinkoff          | Nederland     | Van Ramshorst Renault                        | 17     |
| 5      | Beau Wagemaker            | Nederland     | PGM Bakker                                   | 16     |
| 6      | Dieuwertje van Kalken     | Nederland     | Turner                                       | 15     |
| 7      | Ineke Dedden              | Nederland     | PGM Bakker                                   | 14     |
| 8      | Maaike Verweij            | Nederland     | Team Albert Heijn Zaanlander                 | 13     |
| 9      | Iris van der Stelt        | Nederland     | PEER racefietsen Wijk en Aalburg             | 12     |
| 10     | Elsemieke van Maaren      | Nederland     | BDM-BTZ                                      | 11     |
| 11     | Carla Ketellapper-Zielman | Nederland     |                                              | 10     |
| 12     | Luna Jonkers              | Nederland     | PGM Bakker                                   | 9      |
| 13     | Nienke Smit               | Nederland     | Haak powered by OCRE                         | 8      |
| 14     | Tjilde Bennis             | Nederland     | Turner                                       | 7      |
| 15     | Emma Engbers              | Nederland     | VGR Sport / Vreugdenhil Dairy Foods          | 6      |
| 16     | Pien van den Bos          | Nederland     | Wokke Vastgoed                               | 5      |
| 17     | Janne Berkhout            | Nederland     | Van Ramshorst Renault                        | 4      |
| 18     | Evi Gelling               | Nederland     | Turner                                       | 3      |
| 19     | Claudia Oranje            | Nederland     | Vangnet                                      | 2      |
| 20     | Amber Siegers             | Nederland     | Skadi / P&G Safety / Mark Bouman Grondwerken | 1      |

41 kilometer

1:19:53uur (gem. 399,4sec) 30,6km/h

Eendaagse wedstrijden:
NK kunstijs · 
Amsterdam · 
Open NK natuurijs · 
Winterswijk · 
Noordlaren ·
 Open VK natuurijs

Marathon Cup:
1. Groningen · 
2. Utrecht · 
3. Heerenveen ·
4. Den Haag · 
5. Haarlem · 
6. Hoorn · 
7. Deventer · 
8. Breda · 
9. Groningen · 
10. Tilburg · 
11. Heerenveen · 
12. Eindhoven · 
13. Alkmaar ·
14. Amsterdam · 
15. Finale Leeuwarden

Grand Prix:
 Weissensee:
Aart Koopmans Memorial · 
Sprint · 
Alternatieve Elfstedentocht ·
 Luleå:
Marathon · 
Sprint · 
Sea Ice Classic

Klassementen: KNSB Cup ·
Jongeren · 
Ploegen ·
Grand Prix ·
Brabantcup ·
Natuurijs vierdaagse
Lijst van schaatsmarathonrijders 2023/2024